# Chennamma av Keladi
Chennamma, död 1696, var en indisk furstinna, regerande monark över det sydindiska riket Keladi eller Bednur mellan 1671 och 1696. 
Som änka efter den tidigare monarken Someshkara Nayak I efterträdde hon honom på tronen i det hinduiska riket år 1671.
Hon spelade en viss roll i Sydindiens motstånd mot Mogulrikets utbredning och expansion söderut. Mogulkejsarens arméer anföll riket under förevändning att drottning Cennamma hade gett asyl åt sonen till Maharaja Shivaji, men besegrades, erövringsförsöket avvärjdes och Sydindien blev inte inlemmat i Moguls muslimska, nordindiska rike.
Inrikespolitiskt förbättrade och stabiliserade hon ekonomin genom skatt på hamnarna i Manjeshwar och Kumbla.
Hon efterträddes av sin adopterade son, Asavappa Nayakka I.      